# Polanco
Polanco é um município da Espanha na comarca de Besaya, província e comunidade autónoma da Cantábria. Tem 17,6 km² de área e em 2021 tinha 5 978 habitantes (densidade: 339,7 hab./km²).

## Demografia
| Variação demográfica do município entre 1991 e 2004 [carece de fontes?] | Variação demográfica do município entre 1991 e 2004 [carece de fontes?] | Variação demográfica do município entre 1991 e 2004 [carece de fontes?] | Variação demográfica do município entre 1991 e 2004 [carece de fontes?] |
| ----------------------------------------------------------------------- | ----------------------------------------------------------------------- | ----------------------------------------------------------------------- | ----------------------------------------------------------------------- |
| 1991                                                                    | 1996                                                                    | 2001                                                                    | 2004                                                                    |
| 3806                                                                    | 3660                                                                    | 3762                                                                    | 3857                                                                    |